# Biblioteca di Giurisprudenza
La Biblioteca di Giurisprudenza dell’Università degli Studi di Pavia è la biblioteca della facoltà di Giurisprudenza, nata dall'accorpamento del patrimonio librario degli istituti e i dipartimenti della facoltà e conta un patrimonio di oltre 118.000 volumi, più di 1.000 volumi antecedenti al XIX secolo, 2.319 periodici, di cui 284 attivi.

## Storia
Fin dall’anno della sua fondazione (1361), negli ambienti dell’università in cui si svolgevano lezioni di diritto venivano conservati copie del Corpus Juris Civilis e del Corpus Juris Canonici che venivano utilizzati per le letture pubbliche ed erano custodite dal bidello dei giuristi. Con la riforma e il riordino dell’università voluto da Maria Teresa tutti i testi di giuridici furono collocati nella biblioteca Universitaria, fondata nel 1754 come biblioteca di tutte le facoltà dell’ateneo. Nella seconda metà dell’Ottocento si avvertì la necessità di istituire biblioteche specifiche per ogni singola facoltà dell’università, come la biblioteca della facoltà di Giurisprudenza, sorta nel 1880. Sempre negli stessi anni, l’Istituto Giuridico fu dotato di un proprio direttore (il primo fu Pasquale Del Giudice), bilancio, statuto e biblioteca, per la quale era vietato l’acquisto di volumi identici a quelli già consultabili all’interno della vicina biblioteca Universitaria. Rodolfo De Nova (Como 1906- Pavia 1972) dal 1936 docente di diritto internazionale e direttore dell’Istituto Giuridico implementò il patrimonio librario della biblioteca grazie a una accorta politica di acquisti, mentre altri volumi giunsero tramite donazioni e lasciti da parte dei docenti. Nel 1961 la biblioteca, pur mantenendo un catalogo unico, venne divisa in quattro istituti: diritto privato, diritto e procedura penale, diritto pubblico e diritto romano e storia del diritto. Nel 1997 fu creata la biblioteca Unificata della facoltà di Giurisprudenza grazie alla fusione del patrimonio librario dei quattro istituti giuridici, di quello dei dipartimenti della facoltà (Studi Giuridici, Diritto e Procedura Penale Cesare Beccaria, Diritto Romano Storia e Filosofia del Diritto) e a successive acquisizioni.

## La sede

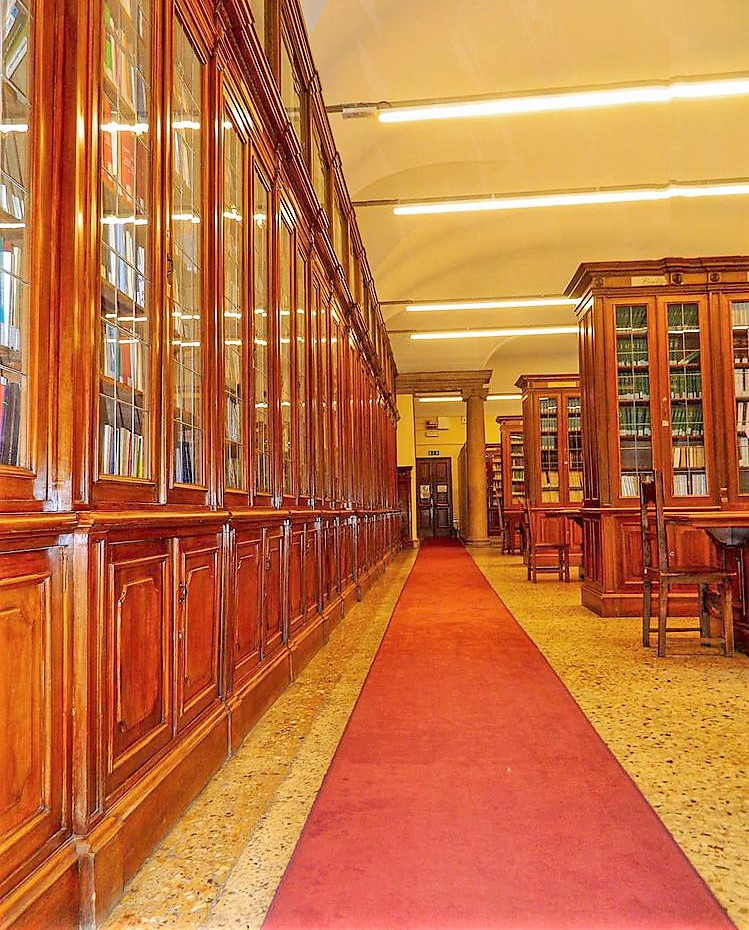
L'interno della biblioteca.

La biblioteca è ospitata nel cortile “legale”, ora detto “dei Caduti”, del palazzo Centrale dell’Università. Inizialmente le lezioni universitarie erano tenute nel monastero di San Tommaso, dove ora si trova la biblioteca di Studi Umanistici e solo tra il 1485 e il 1490 Ludovico il Moro decise di donare all'università, l'unica del ducato di Milano e in grande crescita in quegli anni, il palazzo di Azzone II Visconti posto lungo Strada Nuova e vicino all'ospedale San Matteo. L'edificio fu ristrutturato nel 1534 e durante questi lavori furono creati due cortili porticati e dotati di loggiato, uno destinato agli studenti di diritto detto “Legale” (attualmente dedicato ad Alessandro Volta) e il secondo, originariamente detto “Medico", lungo il quale si affacciavano le aule che ospitavano gli insegnamenti di medicina, filosofia e arti liberali. I due cortili furono modificati, tra il 1661 e il 1671, su progetto di Giovanni Ambrogio Pessina. Il Pessina, come in altri edifici lombardi, quali il collegio Borromeo e l'Accademia di Brera, strutturò i cortili su un doppio porticato, sorretto da colonne doriche binate in granito rosa di Baveno, unite da balaustre al piano superiore e collegate da archi poligonali. Nel Settecento, l'imperatrice Maria Teresa rivitalizzò l'università, rinnovandone gli insegnamenti, chiamando docenti di fama europea, ma anche facendo ristrutturare integralmente il complesso. Il progetto fu affidato a Giuseppe Piermarini. I due cortili, un tempo detti “Legale” e “Medico”, furono trasformati dal Piermarini tra il 1782 e il 1783, che fece eliminare i soffitti a cassettoni, sostituiti con delle volte. Inoltre, le corti, che erano a prato, furono acciottolate, mentre i portici furono pavimentati con lastre di beola e, intorno al 1790, su indicazione di Leopoldo Pollack, furono decorati con le lapidi e i monumenti funebri dei professori dell’ateneo recuperate dalle chiese soppresse. La biblioteca dispone di cinque sale studio, che possono ospitare, complessivamente, circa 160 studenti.

## Le raccolte librarie
La biblioteca conserva diversi fondi librari, gran parte di essi donati da docenti dell’ateneo, da basso una rapida presentazione di quelli più significativi.
Fondo Buggè: donato da Alberto Buggè (Messina 1917 – Pavia 2006), magistrato della corte di Cassazione, conta 1.083 volumi.
Fondo Denti: pervenuto alla biblioteca tramite lascito di Vittorio Denti (Cremona 1919- Pavia 2001), che fu docente di Diritto Processuale Civile presso l’università di Pavia, esso è formato da 2.289 volumi.
Fondo Grevi: che raccoglie 2.216 volumi appartenuti a Vittorio Grevi (Pavia 1942 -2010), già docente di Procedura Penale prima a Macerata (dove divenne professore ordinario a soli 29 anni) e poi, dal 1974, a Pavia e membro delle commissioni governative di riforma del processo penale dai cui lavori nacque nel 1989 il nuovo codice di procedura penale italiano.
Fondo Stolfi: donato da Giuseppe Stolfi (Napoli 1902- Pavia 1976), che insegnò Diritto Civile presso l’università di Pavia, conta 1.134 volumi.
Fondo Supino: costituito da 1.367 volumi appartenuti a Camillo Supino (Pisa 1860- Milano 1931), che fu docente di Economia Politica nelle università Messina, Siena e Pavia e fu presidente della Commissione reale per le vertenze marinare (1919-20) e presidente di sezione del Consiglio superiore della marina mercantile.